# Bivak II na Jezerih
Bivak II. Pod Rokavi (2118 m) je manjše zavetišče, ki stoji tik nad robom planote Na Jezerih, nad dolino Vrat, obkrožene z ostenji Spodnjega, Srednjega in Visokega Rokava, Visokega Oltarja, Dovškega križa in Šplevte. Upravlja ga AO Jesenice pri PD Jesenice.

## Dostop
- 3½ h: s Poldovega rovta (940 m) v dolini Vrat, 9 km iz Mojstrane (Kranjska Gora)

## Vzponi na vrhove
- 1½ h: Dovški križ (2542 m)
- ½ h: Šplevta (2272 m)
- plezalni vzponi na Rokave, Oltar